# Портрет Петра Петровича Загряжского
«Портрет Петра Петровича Загряжского» — картина Джорджа Доу и его мастерской из Военной галереи Зимнего дворца.
Картина представляет собой погрудный портрет генерал-майора Петра Петровича Загряжского из состава Военной галереи Зимнего дворца.
Во время Отечественной войны 1812 года полковник Загряжский был шефом Нежинского драгунского полка полка, участвовал во многих главнейших сражениях этой войны, за отличие под Красным произведён в генерал-майоры. Во время Заграничных походов 1813—1814 годов особо отличился в сражениях при Денневице, Лейпциге и Лаоне.
Изображён в генеральском мундире, введённом для кавалерийских генералов 6 апреля 1814 года. Слева на груди звезда ордена Св. Анны 1-й степени; на шее крест ордена Св. Владимира 3-й степени; справа на груди крест ордена Св. Георгия 4-го класса, серебряная медаль «В память Отечественной войны 1812 года» на Андреевской ленте, бронзовая дворянская медаль «В память Отечественной войны 1812 года» на Владимирской ленте, кресты гессен-кассельского ордена Военных заслуг и прусского ордена Пур ле мерит (надет с нарушением правил ношения: этот орден должен носиться либо на шее, либо ниже по борту мундира). С тыльной стороны картины надпись: Zagratsky. Подпись на раме: П. П. Загряжскiй, Генералъ Маiоръ.
7 августа 1820 года Комитетом Главного штаба по аттестации Загряжский был включён в список «генералов, заслуживающих быть написанными в галерею» и 17 октября 1822 года император Александр I повелел написать его портрет. Гонорар Доу был выплачен 29 августа 1824 года и 21 июня 1827 года. Готовый портрет был принят в Эрмитаж 8 июля 1827 года. Начиная с 1819 года Загряжский поочерёдно командовал 1-й гусарской и 1-й драгунской дивизиями и постоянно проживал в Орле, в начале 1826 года он был произведён в генерал-лейтенанты и уже будучи в этом чине в конце декабря того же года по делам службы приезжал в Санкт-Петербург; вероятно тогда или же в начале 1827 года состоялась его встреча с Доу, после чего и был написан портрет.